# Kervin Andrade
Kervin Mario „Tuti” Andrade Navarro (ur. 13 kwietnia 2005 w Ciudad Guayana) – wenezuelski piłkarz występujący na pozycji ofensywnego pomocnika lub skrzydłowego. Aktualnie gracz Fortalezy.

## Kariera klubowa
Kervin jest wychowankiem pierwszoligowego wenezuelskiego Deportivo La Guaira. W seniorskiej drużynie tego zespołu zadebiutował 12 czerwca 2021 w przegranym 0:1 meczu przeciwko Academia Puerto Cabello. Zawodnik wszedł na murawę w 59 minucie meczu za Francisco Pol Hurtado. Swoją pierwszą bramkę w barwach drużyny zdobył 11 lipca 2021 w wygranym 4:1 spotkaniu z Deportivo Lara.
We wrześniu 2022 roku został uznany przez angielski The Guardian za jednego z najbardziej utalentowanych piłkarzy urodzonych w 2005 roku.